# بريند دومبيرغير
بريند دومبيرغير (بالألمانية: Bernd Dürnberger)‏ مواليد 17 سبتمبر 1953 في ألمانيا الغربية، هو لاعب كرة قدم ألماني دولي سابق كان يلعب كلاعب وسط. لعب خلال مسيرته 357 مباراة سجل خلالها 38 هدفاً.

## المسيرة الاحترافية

### أندية لعب لها
- بايرن ميونخ

## روابط خارجية
- بريند دومبيرغير على موقع الاتحاد الأوربي (الإنجليزية)
- بريند دومبيرغير على موقع قاعدة بيانات كرة القدم.إي يو (الإنجليزية)
- بريند دومبيرغير على موقع بيانات كرة القدم. دي إي (الألمانية)
- بريند دومبيرغير على موقع عالم كرة القدم.نت (الإنجليزية)